# Czerepowiec
Czerepowiec (ros. Черепове́ц) – miasto w północnej części Rosji, w obwodzie wołogodzkim, port przy Wołżańsko-Bałtyckiej Drodze Wodnej, nad Zbiornikiem Rybińskim.
Centrum administracyjne rejonu czerepowieckiego.

## Historia
Początki miasta sięgają XIV w., w 1777 Czerepowiec uzyskał prawa miejskie.

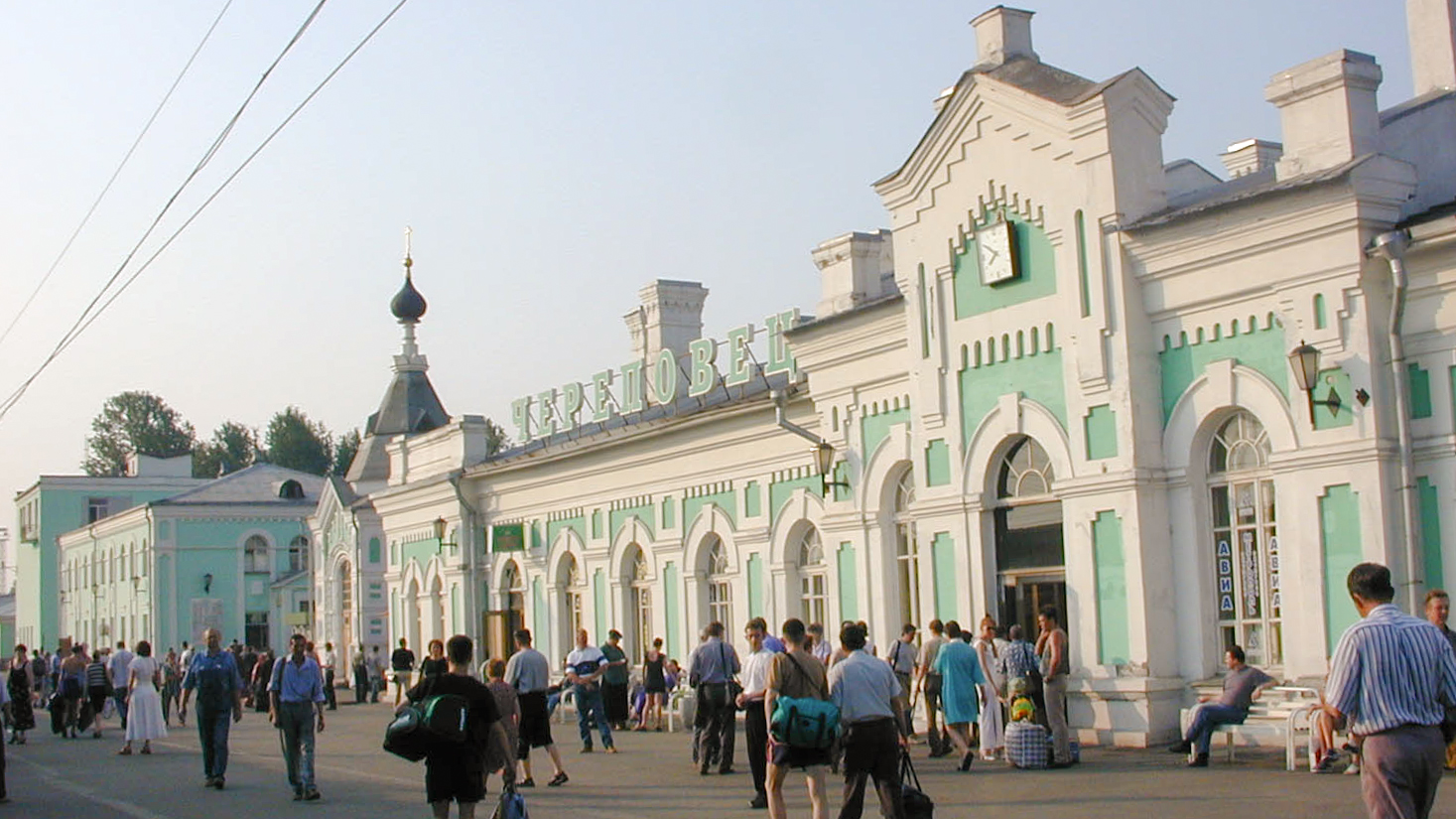
Stacja kolejowa
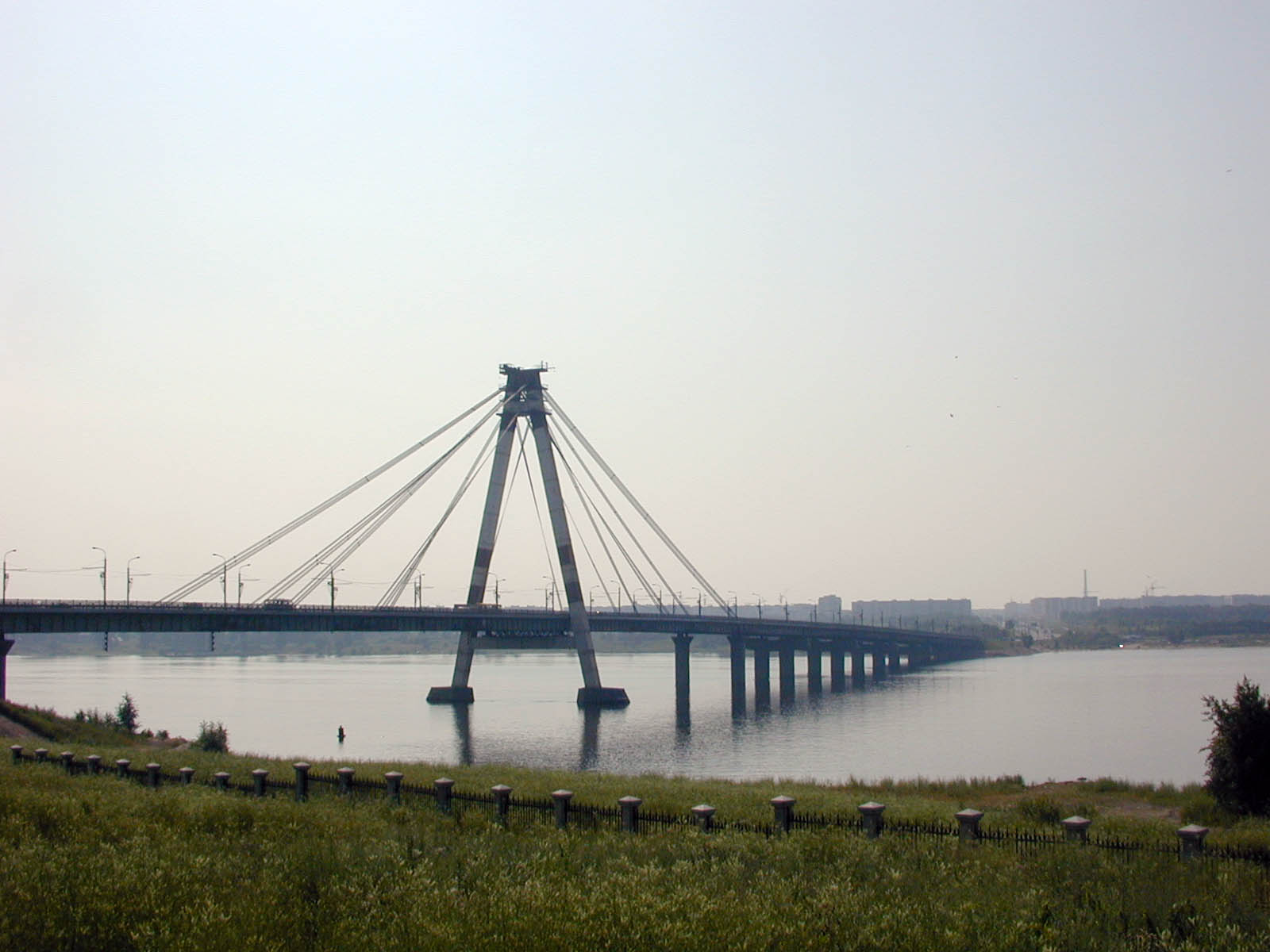
Most przez Szeksnę
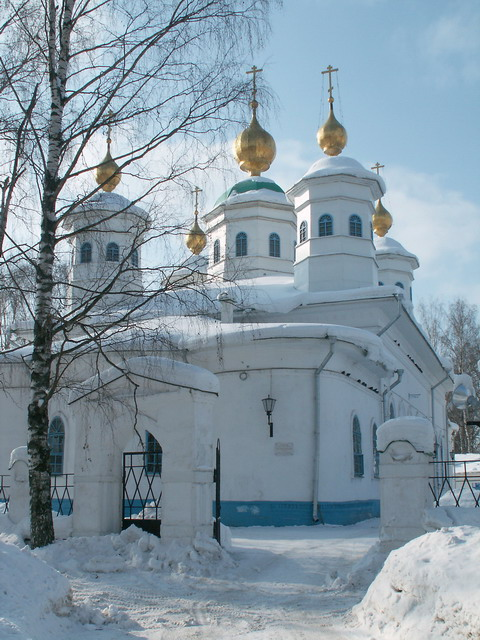
Sobór Zmartwychwstania Pańskiego na terenie kompleksu klasztornego
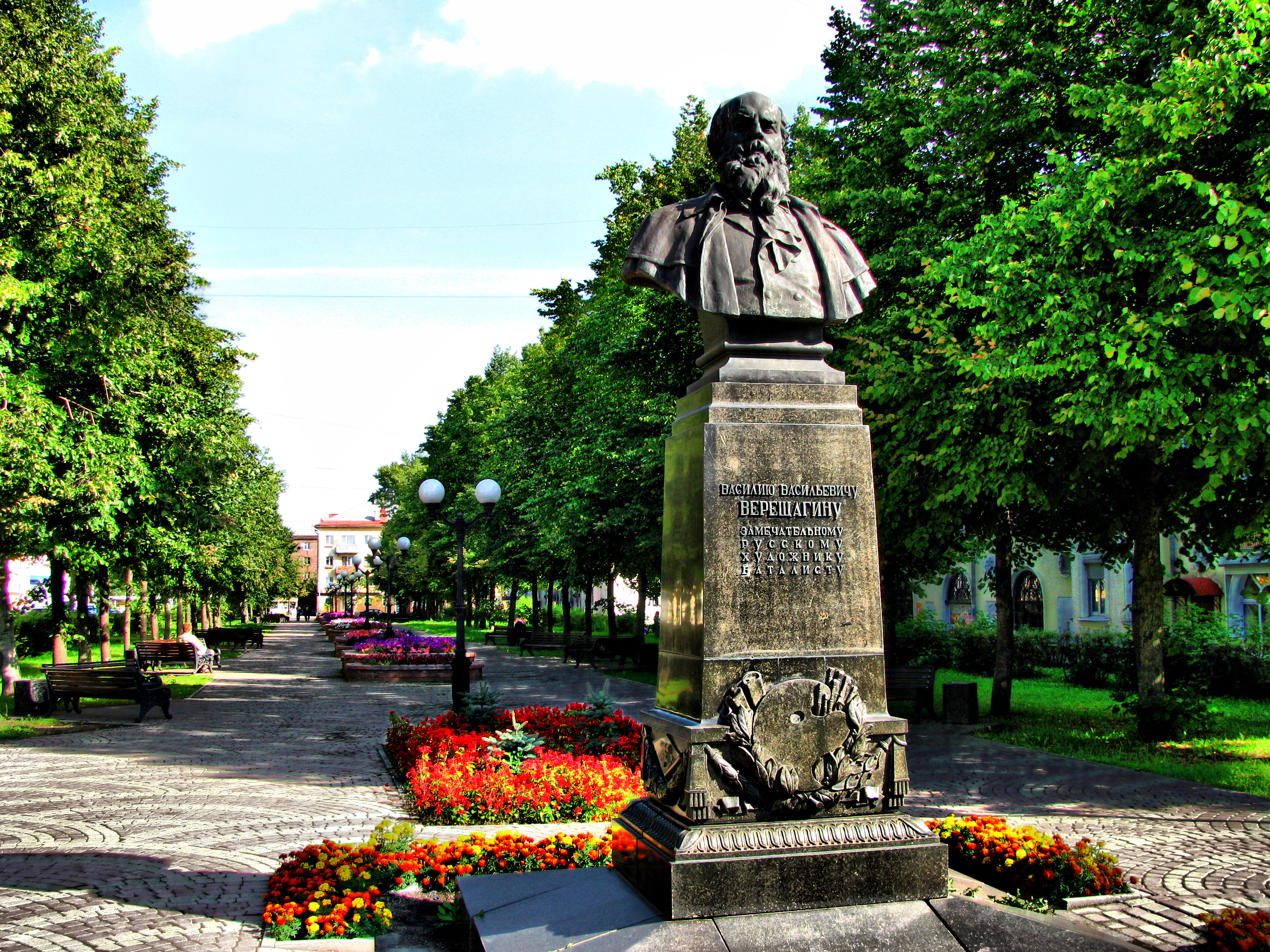
Pomnik Wasyla Wereszczagina
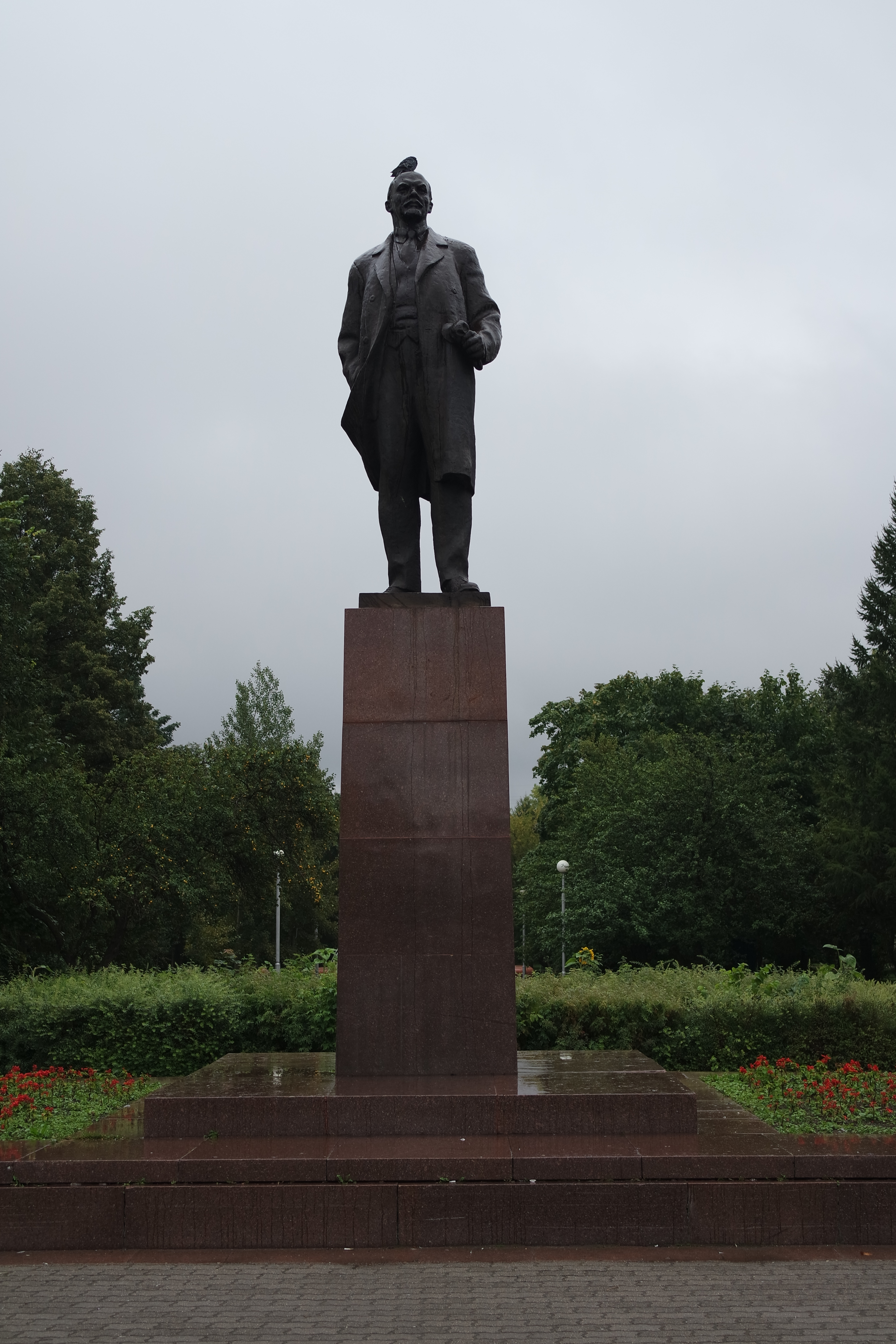
Pomnik Lenina
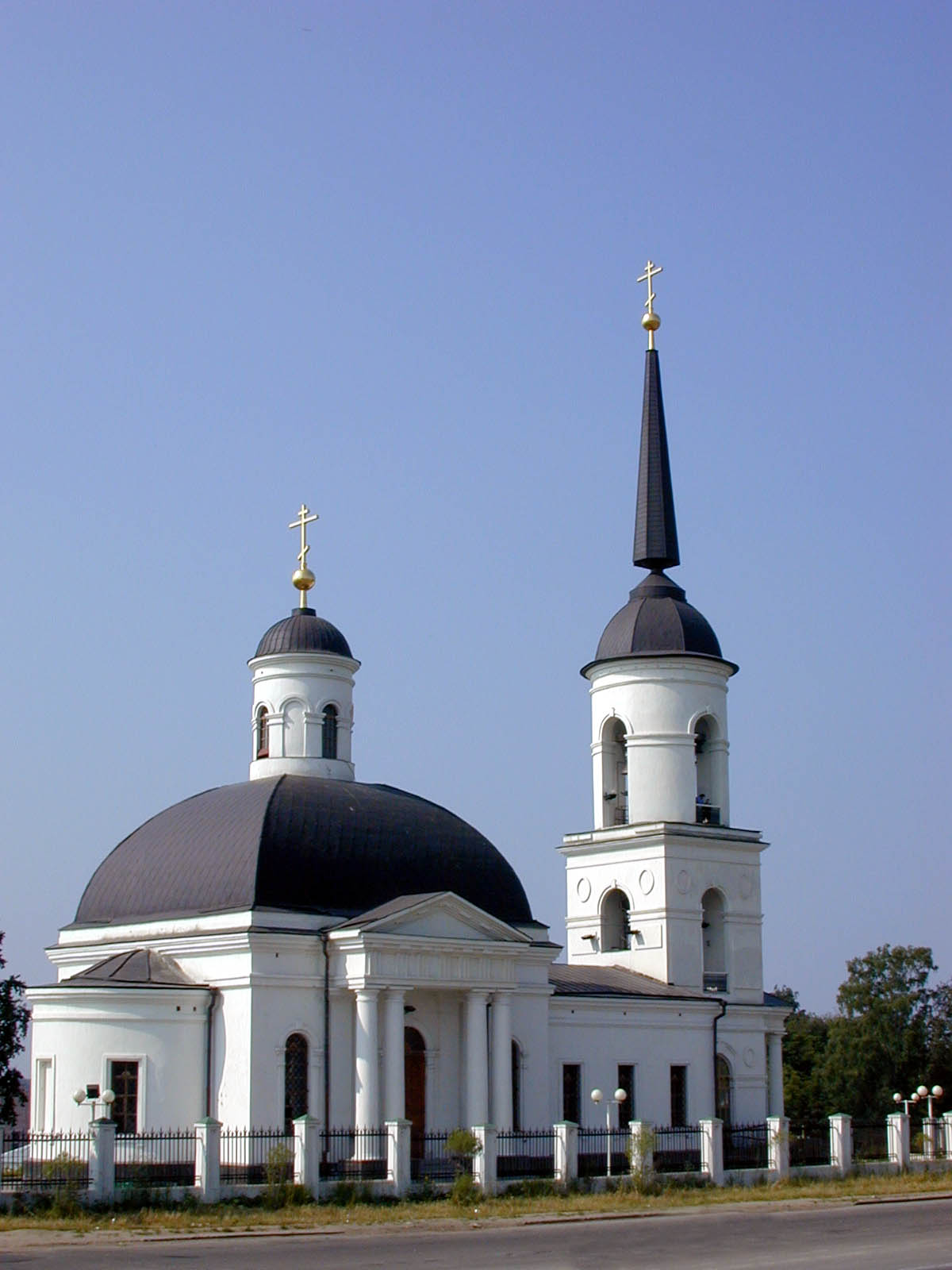
Cerkiew Narodzenia Pańskiego

## Gospodarka
W mieście rozwinął się przemysł chemiczny, elektrotechniczny, drzewny, włókienniczy, spożywczy oraz hutniczy.

## Podział terytorialny
Miasto dzieli się na cztery dzielnice: Industrialnyj, Zarieczeński (Zajagorbski), Zaszeksniński i Siewiernyj (Północny).
Najbardziej przemysłowo rozwiniętą dzielnicą jest Industrialnyj. Najbardziej zaludnioną – Zarieczeński (żyje w nim ok. 42% mieszkańców miasta).
Zaszekniński posiada największe perspektywy pod kątem rozbudowy i rozszerzenia terytorium miasta. W potocznym języku nazywany jest często „Prostokwaszyno” lub „Sto-czetwiortyj”), od nazw poszczególnych mikrodzielnic.
Dzielnica Siewiernyj nazywana jest często „Fanierą”, z powodu znajdującego się tam Kombinatu Sklejkowo-Meblowego (ros. Fanierno-Miebielnyj Kombinat). Mer Oleg Kuwszynnikov planuje w najbliższym czasie całkowicie przekształcić wizerunek dzielnicy Siewiernyj.

## Komunikacja
W mieście działa system komunikacji tramwajowej.

## Sport
- Siewierstal Czerepowiec – klub hokejowy
- Siewierstal Czerepowiec – klub siatkarski

## Miasta partnerskie
- Kłajpeda
- Raahe